# Liste der Gemeindeteile der kreisfreien Stadt Bamberg
Die Liste der Gemeindeteile der kreisfreien Stadt Bamberg listet die acht amtlich benannten Gemeindeteile (Hauptorte, Kirchdörfer, Pfarrdörfer, Dörfer, Weiler und Einöden) in der kreisfreien Stadt Bamberg auf.

## Systematische Liste
- Die kreisfreie Stadt Bamberg mit dem Hauptort Bamberg, den Kirchdörfern Bug und Wildensorg; den Siedlungen Hirschknock und Kramersfeld; dem Stadtteil Gaustadt und den Weilern Bruckertshof und Bughof.

## Alphabetische Liste
- Bamberg
- Bruckertshof
- Bug
- Bughof
- Gaustadt
- Hirschknock
- Kramersfeld
- Wildensorg